# Édouard Mathé
Édouard Mathé (Courbevoie, 25 de gener de 1881 – Koksijde, Flandes Occidental 17 de setembre de 1932) a ser un actor cinematogràfic de nacionalitat francesa, actiu en l'època del cinema mut.

## Biografia
Va formar part de la companyia d'actors de Louis Feuillade, amb el qual va treballar en múltiples ocasions, i amb el qual va debutar en el film L'Hôtel de la gare en 1914. Al llarg de la seva carrera entre 1914 i 1924 va treballar en més de vuitanta films.
El seu paper més famós va ser el del periodista Philippe Guérande a Les Vampires (1915). Altres interpretacions destacades van ser les que va dur a terme a Judex (1917) i A Barrabas (1919).
Édouard Mathé va morir a Bèlgica el 1932.

## Filmografia

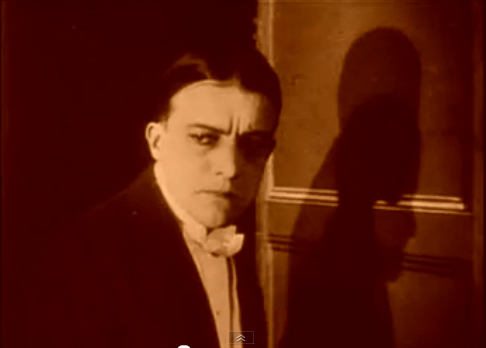
Édouard Mathé a Les Vampires el 1915.

- 1914 : L'Hôtel de la gare, de Louis Feuillade
- 1915 : Son or, de Louis Feuillade
- 1915 : Le Trophée du zouave, de Gaston Ravel
- 1915 : Le Collier de perles, de Louis Feuillade
- 1915 : L'Angoisse au foyer, de Louis Feuillade
- 1915 : Le Blason, de Louis Feuillade
- 1915 : L'Union sacrée, de Louis Feuillade  : l'industriel
- 1915 : L'Escapade de Filoche, de Louis Feuillade : Ulysse
- 1915 : Fifi tambour, de Louis Feuillade
- 1915 : Les Noces d'argent, de Louis Feuillade : le navigateur
- 1915 : Le Roman de Midinette, de Louis Feuillade
- 1915 : Le Fer à cheval, de Louis Feuillade
- 1915 : Les Vampires, de Louis Feuillade : Philippe Guérande
- 1916 : Suzanne, professeur de flirt, de René Hervil i Louis Mercanton
- 1916 : Le pied qui étreint, de Jacques Feyder
- 1916 : C'est pour les orphelins !, de Louis Feuillade : un actor
- 1916 : Le Colonel Bontemps, de Louis Feuillade : M. de Lestranges
- 1916 : Les Mariés d'un jour, de Louis Feuillade
- 1916 : Les Fourberies de Pingouin, de Louis Feuillade
- 1916 : Les Fiançailles d'Agénor, de Louis Feuillade
- 1916 : Le Malheur qui passe, de Louis Feuillade
- 1916 : C'est le printemps!, de Louis Feuillade
- 1916 : L'Aventure des millions, de Louis Feuillade
- 1916 : Un mariage de raison, de Louis Feuillade i Léonce Perret : Paul Soulier
- 1917 : Judex, de Louis Feuillade : Roger de Trémeuse
- 1917 : Déserteuse!, de Louis Feuillade
- 1917 : Le Passé de Monique, de Louis Feuillade
- 1917 : Débrouille-toi, de Louis Feuillade
- 1917 : La Femme fatale, de Louis Feuillade
- 1917 : Herr Doktor, de Louis Feuillade
- 1917 : Le Bandeau sur les yeux, de Louis Feuillade
- 1917 : L'Autre, de Louis Feuillade
- 1917 : La Nouvelle Mission de Judex, de Louis Feuillade : Roger de Trémeuse
- 1917 : La Fugue de Lily, de Louis Feuillade
- 1918 : Les Petites marionnettes, de Louis Feuillade
- 1918 : Aide-toi, de Louis Feuillade
- 1918 : Vendémiaire, de Louis Feuillade : capitaine de Castelviel
- 1918 : Tih Minh, de Louis Feuillade : Sir Francis Grey
- 1919 : L'Homme sans visage, de Louis Feuillade
- 1919 : L'Engrenage, de Louis Feuillade
- 1919 : Le Nocturne, de Louis Feuillade
- 1919 : L'Énigme, de Louis Feuillade
- 1919 : Barrabas, de Louis Feuillade : Raoul de Nérac
- 1921 : Les Deux Gamines, de Louis Feuillade : M. de Bersanges
- 1921 : Séraphin ou les jambes nues, de Louis Feuillade : Monsieur Paul Cerisier
- 1921 : L'Orpheline, de Louis Feuillade : Don Esteban
- 1921 : Saturnin ou le bon allumeur, de Louis Feuillade
- 1921 : Gustave est médium, de Louis Feuillade
- 1921 : Parisette, de Louis Feuillade : Pedro Alvarez
- 1923 : Mes p'tits, de Paul Barlatier et Charles Keppens
- 1923 : Le Nègre du rapide numéro 13, de Joseph Mandement : Agamemnon Rokudass
- 1924 : Les Deux Gosses, de Louis Mercanton : Robert Carville
- 1924 : La Course à l'amour, de Paul Barlatier i Charles Keppens